# Deborah Landis
Deborah Landis (* vor 1993) ist eine Film-, Fernseh- und Theaterschauspielerin.

## Leben
Landis studierte an den Universitäten American Academy of Dramatic Arts und U.C.L.A.
Im Film und Fernsehen hatte sie neben wenigen kleinen Filmrollen etliche Gastauftritte in Serien, so etwa in Raumschiff Enterprise: Das nächste Jahrhundert (1993), Chicago Hope – Endstation Hoffnung (1995), Emergency Room – Die Notaufnahme (1995), Babylon 5 (1998), und Strong Medicine: Zwei Ärztinnen wie Feuer und Eis (2003).

## Filmografie (Auswahl)

### Filme
- 1993: Wiegenlied des Schreckens (Empty Cradle, Fernsehfilm)
- 1993: Die Beverly Hillbillies sind los! (The Beverly Hillbillies)
- 1994: Das Kartell (Clear and Present Danger)
- 1996: Freeway
- 1996: Jimmys Tod – Und was kam danach? (After Jimmy, Fernsehfilm)
- 1997: Breast Men (Fernsehfilm)
- 2009: Malice in Wonderland
- 2011: The Chicago 8

### Fernsehserien
- 1993: Mord ohne Spuren (Bodies of Evidence, eine Folge)
- 1993: Raumschiff Enterprise: Das nächste Jahrhundert (Star Trek: The Next Generation, eine Folge)
- 1995: Chicago Hope – Endstation Hoffnung (Chicago Hope, eine Folge)
- 1995: Emergency Room – Die Notaufnahme (ER, eine Folge)
- 1996: Die Nanny (The Nanny, eine Folge)
- 1996: Pacific Blue – Die Strandpolizei (Pacific Blue, eine Folge)
- 1998: Babylon 5 (eine Folge)
- 2000: King of Queens (eine Folge)
- 2000–2001: CSI: Den Tätern auf der Spur (CSI: Crime Scene Investigation, zwei Folgen)
- 2001: The Guardian – Retter mit Herz (The Guardian, eine Folge)
- 2001: Practice – Die Anwälte (The Practice, eine Folge)
- 2002: Akte X – Die unheimlichen Fälle des FBI (The X-Files, eine Folge)
- 2002: The Agency – Im Fadenkreuz der C.I.A. (The Agency, eine Folge)
- 2003: Strong Medicine: Zwei Ärztinnen wie Feuer und Eis (Strong Medicine, eine Folge)
- 2004: Die himmlische Joan (Joan of Arcadia, eine Folge)
- 2005: Für alle Fälle Amy (Judging Amy, eine Folge)
- 2006: Reba (eine Folge)
- 2007: Eine himmlische Familie (7th Heaven, eine Folge)